# SAS Institute
SAS Insitute is een Amerikaans bedrijf en de ontwikkelaar en uitgever van de SAS programmeertaal. SAS (Statistical Analysis System) software wordt ingezet voor onder meer business intelligence.